# Бейнеу — Жанаозен
Бейнеу — Жанаозен — газопровід у Мангістауській області Казахстану.
В 1970-х роках в межах проекту газопровідної системи Середня Азія — Центр уздовж східного узбережжя Каспійського моря проклали нитку САЦ III, яка транспортувала ресурс родовищ заходу Туркменістану у північному напрямку, проходила через Жанаозен (де діяв Казахський газопереробний завод) та на компресорній станції Бейнеу сходилась з іншими нитками системи САЦ, що живились від узбецьких та східно-туркменських родовищ. При цьому існувала можливість спрямування частини ресурсу з САЦ ІІІ по трубопроводу Жанаозен — Актау до Прикаспійського гірничо-металургійного комбінату (ПГМК), де, зокрема, діяло виробництво аміаку, сировиною для якого виступав природний газ.
Після надбання центральноазійськими державами незалежності використання ділянки САЦ ІІІ у первісному режимі припинилось. В той же час, хоча ПГМК й збанкрутував, проте завод добрив з його складу змогли частково реанімувати в межах компанії «Казазот». Оскільки ресурсу Казахського ГПЗ могло не вистачати для потреб Актау, ділянку Жанаозен — Бейнеу реверсували, що дозволяє подавати ресурс з газового хабу Бейнеу, куди, зокрема, в 2015-му по трубопроводу Шагирли-Шомишти — Бейнеу   почались поставки з родовища Шагирли-Шомишти, яке розробляє сам «Казазот».
Ділянка Бейнеу — Жанаозен виконана в діаметрі 1220 мм.